# Díptico con escenas de la Virgen María

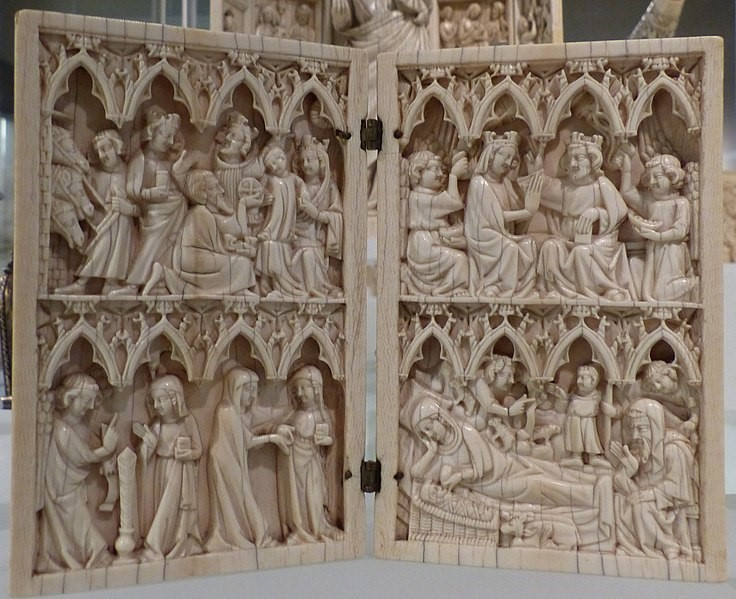
Díptico con las escenas de la vida de la Virgen María.

El díptico con las escenas de la Virgen María es una pieza compuesta de dos placas de marfil y se sitúa dentro del conjunto de las denominadas  "artes suntuarias" . La pieza no cuenta con una autoría conocida y su fecha es aproximada oscilando entre los años 1300 y 1400, por lo tanto nos sitúa dentro del estilo artístico  cultural del arte gótico de la Baja Edad Media. El díptico con una rica decoración iconográfica donde se representan escenas de la vida de Jesús y de la Virgen María, destacando esta última por el auge que tuvo el culto a los ciclos marianos durante la Baja Edad Media.
En cuanto a su lugar de procedencia ,Francia fue el lugar donde se realizó el díptico, pero actualmente se encuentra dentro de las piezas de la  colección del  Museo Lázaro Galdiano de Madrid desde antes de 1926. 

## Contexto histórico - artístico
Durante la segunda mitad del siglo XIII el gran auge en el campo de las artes plásticas tuvo su reflejo específico en las obras de carácter suntuario. Es decir, en las miniaturas, las vidrieras, los tapices, los marfiles etc. Hasta entonces estos lujosos artículos eran exclusivos de una clientela perteneciente a la Corona, la aristocracia y el alto clero. Sin embargo, muchos de estos objetos comenzaron a ser requeridos por una burguesía incipiente que comenzaba además a adquirir gustos señoriales. 
Así las llamadas “artes menores”, “industriales” o “decorativas” con su incremento de demanda sirvió para que incrementara de la misma manera la creatividad de los obradores y haciendo que estas piezas se convirtiesen en un ideal vehículo para la difusión del estilo. Además, desempeñaron un importante papel para la evolución de una nueva estética
Por otro lado, hay que destacar la importancia de estas piezas para otras artes, pues, por ejemplo, la miniatura sirvió de inspiración a la decoración mural y en menor medida a la pintura de caballete. Ahora bien, como ya se ha mencionada estos artículos solo estaban al alcance de unos pocos y por eso eran muy difíciles disfrutarlos y adquirir conocimiento de dichas piezas, pues se encontraban normalmente en el marco de las capillas palatinas, los tesoros catedralicios y en ciertos oratorios privados.

## Estructura formal
El díptico con las escenas de la vida de la Virgen se presenta compuesto por dos placas de marfil, las cuales a su vez están divididas en dos registros que son coronados en su parte superior por un marco arquitectónico compuestos por cuatro arcos góticos.
En las escenas del díptico se representan alguno de los episodios de la vida de Jesús destacando sobre todo los ciclos marianos. La lectura se realiza de abajo arriba y de izquierda a derecha. Por ese orden se encuentra tallada la siguiente iconografía. En la parte inferior de la placa izquierda se representa la Anunciación y la Visitación, en la parte inferior de la placa derecha se observa el Nacimiento de Jesús y la Adoración de los pastores. Por otro lado, a la izquierda y en el piso superior está representada la Adoración de los Magos y a continuación en la placa derecha en el registro superior la Coronación de María. 
En cuanto a sus dimensiones el díptico cuenta con una altura de 14,80 cm x 14,90 de ancho su soporte es el marfil y su técnica la talla. La pieza cuenta con una autoría desconocida al igual que su datación no es segura sino que a través de sus características se puede intuir que su elaboración pudo estar comprendida entre los años 1300 y 1400, por ello el díptico se sitúa dentro del contexto cultural de la Baja Edad Media.

## Soportes y técnicas
Dentro de las llamadas “artes aplicadas, artes menores o artes suntuarias” se enmarca la eboraria. Está técnica de la labra del marfil está unida desde la Antigüedad a la realización de tallas con un fin estético en composiciones complicadas que unen materiales como el carey o el ébano. Normalmente, las piezas de marfil suelen ser de pequeño tamaño, lujosas, de carácter suntuarios. No se conservan al aire libre, sino en lugares cerrados, por lo que le afectan menos los agentes atmosféricos.. El marfil es uno de los materiales orgánicos más utilizados desde la Antigüedad, bien para objetos cotidianos, rituales u ornamentales. Generalmente se utiliza  el término marfil para referirse  a los colmillos de elefante, sin embargo, el término puede utilizarse para hablar de los dientes y colmillos de otros mamíferos, cuyo principal componente es la dentina. La utilización de unos u otros materiales depende del área geográfica del que estemos hablando. Es un material precioso, caro y de lujo y de belleza intrínseca, ya que refleja muy bien la luz. Además su la escasez del material le convierte en que sea muy valioso por ello es considerado un artículo de lujo. Por otro lado escoplos o formones de boca ancha en bisel, gubias de media caña, buriles, al igual que para trabajar la madera, son herramientas muy utilizadas a la hora de trabajar el marfil. El trabajo de marfil está más vinculado a los orfebres o joyeros que  a los escultores. El marfil se solía cubrir con una capa de yeso donde se dibujaba con la ayuda de un buril el dibujo deseado, después se iba excavando el yeso ayudado de las mencionadas herramientas, acto seguido con unas escofinas se lijaba la pieza para ser posteriormente pulida. 

## Estructura iconográfica

### Registro inferior izquierdo: La Anunciación y La Visitación

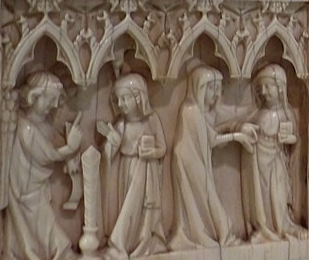
La Anunciación y la Visitación

El término Anunciación, es conocido, por el momento en el que la Virgen María, escucha las palabras del arcángel Gabriel, donde le anuncia que va a ser Madre de Dios. Aparece atendiendo la palabra del arcángel Gabriel, y vistiendo túnica y manto, las cuales en mayor medida solían ser de color azul o rojo, aunque, en este caso aparezcan sin policromar. Se encuentra en pie, mostrando respeto mediante su actitud, y portando, en la mano izquierda un libro sobre el que medita sobre las palabras del profeta Isaías, y en la mano derecha, gesticulando con la palma hacia fuera en señal de sorpresa ante el gran anuncio. En el registro de la derecha, encontramos a la Virgen María con la mano derecha sobre su vientre, indicando de esta manera, que, Anunciación y Encarnación, se producen al mismo tiempo. Respecto al Arcángel Gabriel, se encuentra de pie ante su destinataria, con las alas desplegadas, y los pies en movimiento, mostrando una genuflexión, es decir una postura de orígenes litúrgicos, con ideales caballerescos. En referencia a la vestimenta, luce túnica y manto y se posee un gesto con su mano derecha, donde alza el dedo índice trasmitiendo su mensaje divino. En el registro de la izquierda, encontramos un jarrón de lirios entre las dos figuras principales. Este jarrón con lirios representa la virginidad de la Virgen María tanto antes como después del alumbramiento. En cuanto al espacio donde se encuentran, parecen estar rodeados de arquitecturas que intentan simbolizar La ciudad de Nazaret o el Templo.
La visitación, alude a un pasaje evangélico, el de Lucas, siendo el único que narra la genealogía y vida de María y el cual cuenta, como ella acudió de visita a Isabel, su prima tras concebir a Jesús. Al encontrarse, el Bautista se regocijó en el vientre de Isabel, donde esta bendijo a la Virgen y madre del Mesías. María, tarareo el canto del Magníficat, como símbolo de acción de gracias. Isabel, se encontraba casada con el sacerdote Zacarías, y se sabía que no podían crear una familia, debido a la esterilidad de Isabel, pero de una forma milagrosa, estaría creando al que sería San Juan el Bautista.
Respecto a la iconografía medieval se centró en la escena del encuentro con las mujeres, donde nunca se especifica quien se encontraba con ellas, y por lo que se cree que se encontraban solas., a pesar de existir variaciones como que se encontraba con Zacarías, o Zacarías y José, de vecinas, de ángeles, es decir diversos personajes. La escena se encuentra ante la casa de Isabel, con un fondo de tipo urbano, y ciñéndose al texto. El momento que más se ha plasmado, es el brazo de salutación y las posturas de la mujer, ya que varían de una a otra representación. Se encuentran ambas de pie, extendiendo los brazos la una a la otra, simulando un abrazo. Además, los vientres aparecen representados con transparencias. En Occidente, encontramos una jerarquización en las figuras de Isabel y María, esto se sabe debido a la inclinación de Isabel. El hecho de que ambas se encuentren en gestación es un dato de relevancia, ya que aparecen reflejados los fetos en la zona del abdomen, y también, muchas de las obras, tienen temáticas contenidas en el Antiguo y Nuevo Testamento, ya que se ha representado desde los comienzos.
La visitación siempre se ha incluido en los ciclos de la infancia, y se ha representado en variedad de soportes y con variedad de técnicas, tales como frontales, pinturas al óleo, tapices, cerámicas, miniaturas o dibujos entre otras.
Cabe destacar que es la única representación, donde se presenta a María, la madre de Jesús, en relación con otra mujer, sin que ese encuentro sea fortuito como ocurrió con María Magdalena.  En la zona de Occidente, esta cobró protagonismo a finales de la Edad Media. La institución en 1389 de la fiesta de la visitación y promocionada por los dominicos, aumentó la popularidad de este tema.

### Registro inferior derecho: El Nacimiento de Jesús y La Adoración de los pastores

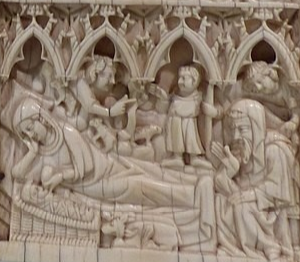
El Nacimiento de Jesús y la Adoración de los pastores

Dentro del mundo cristiano medieval uno de los temas más representados es el Nacimiento de Cristo. Así las formas de representación iconográficas son muchas y muy variadas. Aunque para distinguir el tema siempre nos sirve de ayuda la figura de José, la Virgen y el recién nacido, su disposición no siempre seguirá la misma lineal y será por lo tanto muy variable. Normalmente, se admite la existencia de modelos de representación oriental o bizantino, por la influencia de la iconografía bizantina en la Italia Medieval y a su vez la influencia del arte italiano más tarde en el resto de Europa, por ello otro de los modelos se verá en también en el arte occidental.
Analizando los elementos que aparecen en la Natividad se aprecia como la figura de la Virgen suele ser el centro de la composición junto con el niño. Su figura es de difícil representación, pues debe reflejar en un mismo tiempo el carácter sobrenatural por el acontecimiento y su humana naturaleza. En muchas imágenes la Virgen suele aparecer tumbada y de espaldas al Niño y con expresión melancólica que como se ha venido explicando esa expresión demuestra el dolor sentido por su naturaleza humana. Sin embargo ese mismo dolor puede ser también espiritual como si ella presintiera desde el nacimiento la muerte posteriormente de Cristo en la cruz. Ahora bien, en otras representaciones, como es el caso de este díptico, aunque la Virgen se muestra melancólica y recostada, se muestra acariciando al Niño insistiendo en la relación materno filial y la naturaleza humana de los dos personajes. Dichas variantes se pueden encontrar en las representaciones durante toda la Edad Media tanto en Occidente como en  Oriente.
No obstante, el cambio más significativo en cuanto a la actitud de la Virgen se dará durante los siglos XIV y XV en Europa occidental, pues el modo más generalizado de representar a María será arrodillada y con las manos juntas contemplando la divinidad de su hijo. Dicha iconografía no se conocen ejemplos anteriores del mundo bizantino y es una clara afirmación del parto sin dolor recogido en las Revelaciones de Santa Brígida en el siglo XIV.
Por otro lado, al Niño se le puede representar completamente desnudo o fajado en pañales. En este caso el niño es representado todo fajado este hecho viene dado porque se solía vendar a los recién nacidos durante cuarenta o sesenta días con el objetivo de proteger el frágil cuerpo de golpes y fracturas. Además, derivaría del deseo de establecer un paralelismo con el nacimiento y la muerte de Cristo, aparece fajado al igual que más tarde será amortajado en su muerte, al igual que el paralelismo del pesebre que luego se convertirá en sepulcro. Por otro lado, cuando Jesús aparece desnudo normalmente irradia una luz intensa. En otras ocasiones puede que en las representaciones se incorpore el baño del Niño, donde bien José o las parteras lavan al niño en un simple balde de agua o en una suerte de pila bautismal. Por medio del baño al recién nacido se recordaba las importancia de administrar el sacramento del bautismo a todo recién nacido. 
Respecto a la figura de José son muchos las ocasiones en las que se le representa adormilado o pensativo, como un personaje totalmente secundario. Sin embargo, poco a poco su figura ira surgiendo con un papel más activo en las representaciones de Occidente. Así de le representa desempeñando a partir del siglo XIV varias tareas cotidianas y se le dota de mayor naturalismo. En el caso del díptico su figura aparece sentado adorando a la Virgen y al Niño y con la mano levantada en señal de bendición. En la Leyenda Dorada se cita a  los animales como la mula y al buey reconocieron la divinidad y lo adoraron. En este caso aparecen así al lado del pesebre los dos animales adorando al Niño. Además, aunque no estás en esta obra de eboraria representadas las parteras, estas también suelen aparecer en algunas ocasiones representadas bañando al recién nacido o lo fajándole , lo alimentan  o  aparecen colocando el pesebre. Por todo ello introducen al tema naturalismo. No obstante, en los siglos XIV y XV en el  tema de la Natividad se introducen las figuras de las parteras en posición donante, a las cuales se le suman la adoración de los ángeles, la Adoración de los pastores o de María y José.
Por otro lado, portando zurrones aparecen las figuras de los pastores, los cuales se sitúan en un segundo plano, junto a los rebaños. No obstante, los pastores empiezan a aproximarse más al lugar del nacimiento, sobre todo durante la Baja Edad Media Occidental, asomándose por alguna de las ventanas o huecos del cobertizo e inclinado la cabeza en actitud de respeto. En cuanto a la figura de los ángeles en un principio se los sitúan en el cielo, fuera del espacio donde tiene lugar el acontecimiento. Sin embargo, durante los siglos XIX y XV en Occidente se dan ya representaciones de los ángeles incorporándose en el núcleo central de la imagen. Las fuentes escritas en las que se narra el Nacimiento de Cristo son en la  Biblia, la Leyenda Dorada o en los textos apócrifos entre otros.
La imagen artística de La Adoración de los pastores, durante los doce primeros siglos de la era cristiana, fue opacada por la Adoración de los Reyes Magos, la cual fue identificada como la Epifanía, la primera aparición de Cristo a la Humanidad. El relato de la adoración de los pastores, el cual se encontraba relatado en el Evangelio de San Lucas fue silenciado casi del todo por los textos apócrifos, los Padres de la Iglesia y los teólogos medievales, salvo alguno de ellos que harían breves alusiones al tema. Sin embargo, durante los siglos XII- XIII en Europa algunos monjes y laicos a favor de la pobreza evangélica se incrementó notablemente el interés por la representación de la Adoración de los pastores. Santiago de la Vorágine en su Leyenda Dorada incluye el episodio de la Adoración de los pastores al relatar el suceso del Nacimiento de Jesús.

### Registro superior izquierdo: La Epifanía

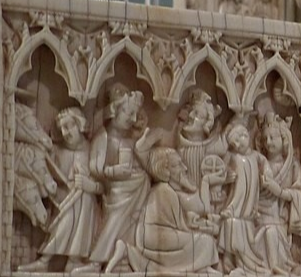
La Epifanía

Tras el nacimiento de Cristo, unos magos procedentes de Oriente acuden a visitar a Herodes, para poder tener conocimiento de donde se encuentra el Mesías. Herodes, cuenta el lugar donde se halla, es decir en Belén, y les pide que, para llegar a él, sigan la estrella la cual se detiene en el Niño. Los reyes, al llegar, encuentran a la Virgen con el Niño, y seguidamente se detienen ante el para ofrecerle oro, incienso y mirra. Cabe destacar, que no se tiene información exacta sobre el número de magos, sus nombres, el aspecto que poseían…
El tema de la Epifanía aparece en el Evangelio de San Mateo, y se cree, que el número de magos era de tres, debido al número de ofrendas entregadas al Niño, aunque, cabe destacar que se llegó a representar hasta un número de cuatro reyes, a pesar de pensar que podían llegar a ser hasta doce. Si analizamos el número tres, podría hacer alusión a la Trinidad.
Referente a la iconografía, el primer personaje puede hacer referencia a Melchor, un anciano barbado y de cabellos largos. Este, ofreció oro, con las manos veladas en señal de respeto. El segundo, Gaspar, más joven, e imberbe, honro a Jesús ofreciéndole incienso, y el tercero Baltasar, de piel oscura y barbado, cedió al Niño mirra.
En el díptico, la virgen se encuentra en una postura sedente y mostrando al Niño, mientras que Melchor, arrodillado, entrega su ofrenda mientras que el resto de los reyes esperan. En este caso, el Niño, parece de pequeña edad, por lo que muestra una actitud infantil a la narración. En la zona interior del registro, también aparece San José. Respecto a los ropajes, visten con túnica hasta los tobillos, y con una corona de tocado. 
Destacamos la pontificalis, del siglo IX, es decir las reseñas biográficas creadas desde San Pedro hasta Esteban pasando por los primeros papas. La representación más común, y la cual es descrita, debido a que es la más habitual, son los dos reyes barbados y uno imberbe. Sin embargo, la forma más habitual de representación sería la de la Virgen sedente con el Niño en su regazo a los Reyes Magos. En la escena, Melchor, se encuentra postrado ante el pequeño, mientras que el resto espera. Además, no se nos puede olvidar la estrella que sirvió de guía hacia el Niño. Aunque, en ocasiones, como en el caso de Santa María la Mayor, en Roma, la virgen aparece acompañada de una anciana, que podía representar a Salomé, es decir la que no creyó la virginidad de María y se le calló la mano al extenderla sobre el Niño. Este tema, es nombrado y estudiado por varios autores a lo largo de la Edad Media tales como Pseudo-beda el cual aporta datos de interés respecto a la iconografía y o la Leyenda Dorada de Santiago  de La Vorágine.

### Registro superior derecho: La Coronación de la Virgen

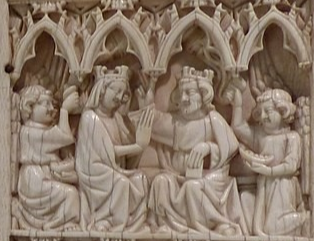
La Coronación de la Virgen María

El tema de la Coronación de la Virgen representa la última teofanía del arte cristiano y se desarrolla y nace con el estilo gótico, donde las cuestiones teológicas adquieren una dimensión más humana y por ello más racional. Mediante dicho tema se cierra el ciclo de la Muerte y la Glorificación de María.
Sin embargo, la Coronación es diferente al Triunfo de la Virgen, pues la Coronación posee el significado de la culminación de su triunfal entrada en el cielo. Los Dioses de la Antigüedad clásica y de los emperadores durante el Imperio Romano, sobre todo dentro de la iconografía cortesana del arte bizantino evocan la idea de la representación entronizada de Cristo y de la Virgen. Por otro lado, la corona puesta a la Virgen es un símbolo irrefutable del triunfo celeste y de la recompensa final.
Aunque en las Sagradas Escritura destaca la ausencia de fuentes directas al tema de la Coronación, existen múltiples pasajes en el Antiguo Testamento con alusión clara al tema. Por ello los artistas recurren a textos apócrifos y de los Padres de la Iglesia para ser utilizados como su fuente de inspiración a la hora de representar sus obras.
Por otro lado, durante la Baja Edad Media los temas mariológicos justifican su importancia iconográfica dada por el tema de la Coronación de la Virgen como culminación de su Asunción a los cielos. La Coronación de María es el punto destacado de su vida al completar la resurrección del alma. Aunque el título de Reina dado a María es muy antiguo, no existen representaciones de ello en la Iglesia oriental, pues es una occidental creación durante la Baja Edad Media paralelo al auge que alcanza el culto mariano y el papel de María en función del reconocimiento de su maternidad divina. Por ello, es normal que las primeras representaciones de la Coronación se encuentren asociadas al tema de la Anunciación. 
Asimismo, existen diferentes formas de representaciones iconográficas en el tema de la Coronación de la Virgen. Una de las fórmulas más sencillas consta de cuatro elementos, la Virgen, su Hijo sentados en el trono y dos ángeles a la derecha portando cirios. La Virgen aparece ya coronada mientras que Cristo levanta la mano en actitud de bendecirla. Por lo tanto, se recoge el momento instantáneo después de la coronación donde Jesús bendice a su Madre que acaba de tomar posesión del trono celestial para toda la eternidad.
En cuanto a los objetos que los diferentes personajes llevan en las manos, la figura de Cristo suele portar en su mano izquierda un libro, como en caso de este díptico se advierte lo lleva cerrado, pero en muchas otras ocasiones el libro puede aparecer también abierto. En otras representaciones Cristo puede aparecer sujetando la bola del mundo, Orbis Terrarum, mediante la cual se manifiesta su soberanía sobre la Humanidad, que a su vez se hace extensible a María. Otros personajes que constituyen la corte celeste los acompañan, por ejemplo, ángeles querubines o serafines como turiferarios o ceroferarios, al igual que se aprecia en el díptico del Lázaro Galdiano, que acentúan la solemnidad de grandeza del acto. En el díptico se aprecia como los ángeles portan cirios en sus manos derecha y unos cestillos en la mano izquierda con frutas que sirven de ofrenda para la Virgen. Además, en otras ocasiones los ángeles son representados portando instrumentos musicales para representar el júbilo que reina en el cielo en el momento de la Coronación. Este acto puede seguirse mediante el relato de la Leyenda Dorada de Santiago de la Vorágine.
                                  “los ángeles se regocijan….
                                   las Dominaciones la celebran sus cánticos
                                   los principales unen sus voces,
                                   las Potencias acompañan con sus instrumentos musicales,
                                   Querubines y Serafines entonan himnos.” 
Más tarde, durante el primer tercio del siglo XIII se da un nuevo modelo de representación para el tema de la Coronación donde se recoge el instante preciso en el que la Virgen está recibiendo la corona sobre su cabeza. Un ángel es el encargado de portar dicha corona que deposita en la cabeza de la virgen descendiendo este de los cielos. La Virgen junta las manos en modo orante y se muestra sentada a la diestra de su Hijo y gira el rostro hacia Jesús que alarga su mano con la intención de bendecir a su Madre. Posteriormente, aparece otra iconografía en la que el encargado de coronar a la Virgen es el propio Jesús, este modelo alcanzara la mayor difusión en el arte medieval. Durante el siglo XV en Europa aparece un nuevo modelo donde se representa a la Virgen coronada por la Trinidad por la acción conjunta de Dios Padre y Dios Espíritu Santo. María es destinada a ser la verdadera Madre de Dios Hijo, del Dios Salvador, por ello la triple relación de María con las tres divinas personas de la augusta Trinidad.

## Vínculos.
Por su semejanza en la iconografía al igual que por la decoración floral que contienen los frisos en las cuatro primeras escenas se le ha vinculado con el díptico del Museo de Brescia del legado Tosio n.º 63. Sin embargo, el trabajo de este díptico es más esquematizado y tosco por lo que se deduce que sus artistas fueron diferentes personas, pero con un repertorio iconográfico común.